# 卢道和
卢道和（？—？），字叔雍，范阳涿（今河北涿州市）人，出自范阳卢氏北祖大房，北魏秘书监、固安懿伯卢渊第六子，北魏官员。

## 生平
卢道和在兄弟八人中声望最差，官至冀州中军府中兵参军。

## 家族

### 父母
- 卢渊，北魏秘书监、固安懿伯
- 赵郡李氏，北魏散骑常侍、尚书、使持节、平西将军、泰州刺史、宣城公李孝伯之女[4]

### 兄弟姐妹
- 卢道将，北魏司徒司马
- 卢道亮
- 卢道裕，北魏左将军、泾州刺史
- 卢道虔，东魏卫大将军、幽州刺史、临淄恭文公
- 卢道侃，北魏幽州主簿
- 卢道约，东魏卫大将军、兖州刺史
- 卢道舒，北魏冠军将军、中书侍郎、固安伯
- 卢氏，嫁北魏使持节、平东将军、东道大行台、青州刺史、濮阳孝懿公李延寔
- 卢氏，嫁北魏龙骧将军、通直散骑侍郎李瑾
- 卢氏，嫁北魏定州治中李子云

### 子女
- 卢景豫
- 卢景熙，北齐仪同开府谘议、银青光禄大夫，夫人元氏为中山王、尚书令、相州刺史元熙之女[5]
- 卢景猷，弘农郡太守